# Новый Карамышевский мост
Но́вый Кара́мышевский мост (также Но́вый автомоби́льный Кара́мышевский мост) в Москве — пятипролётный автомобильный металлический балочный мост, пересекающий Карамышевское спрямление реки Москвы над шлюзом № 9 Канала имени Москвы. Соединяет улицы Народного Ополчения и Нижние Мнёвники. Входит в состав Северо-Западной хорды. Построен в 2017—2019 годах.
Открыт 29 ноября 2019 года. Это открытие одновременно стало и открытием Северо-Западной хорды.

## Соседние мосты через Москву-реку
- Выше по течению реки — Живописный мост.
- Ниже по течению реки — Карамышевский мост (в ~400 метрах).

## Характеристики моста
- Тип конструкции — неразрезное балочное пролетное строение из пяти пролетов по схеме 87,5+98+206,5+98+99 с двумя коробчатыми главными балками с вертикальными стенками переменной высоты.
- Материал — сталь, железобетон.
- Расположение — под углом 46° к шлюзу №9.
- Высота стенки главной балки пролетного строения в середине центрального пролета: 2,93 метра.
- Количество полос: 6
  - по 3 в каждую сторону.
- Центральный разделитель направлений движения.
- Тротуары: нет
  - Служебные проходы для технически-эксплуатационных нужд ширной 75 см с каждой стороны за барьерным ограждением в повышенном уровне.
  - Проход пешеходов по мосту не предусмотрен.

Подмостовой габарит для пропуска судов определяется старым Карамышевским мостом, как более низким и составляет 30,0 × 14,0 м.

## Строительство и открытие
Конструкционно мост изначально планировался вантовым с единственной опорой-мачтой высотой 137 м и девятью монолитными железобетонными опорами. Главным образом по экономическим соображениям конструкция моста была заменена на более дешевый балочный вариант. Пролетное строение запроектировано в виде неразрезной балки длиной около 600 метров с полигональным нижним поясом с более чем 200-метровым центральным пролётом. В мае 2018 года со стороны Карамышевской набережной начался монтаж металлоконструкций пролётного строения. Для монтажа использовались 2 крана грузоподъемностью 750 тонн каждый. Конструкции для моста были произведены на Борисовском заводе мостовых металлоконструкций (Белгородская область).
- 2 сентября 2019 года был разобран первый[11]) кран грузоподъемностью 750 тонн.
- 25 сентября 2019 года был разобран второй кран грузоподъемностью 750 тонн.
- 1 октября 2019 года: Строители завершили монтаж конструкций моста – фактически мост сомкнулся. С сегодняшнего дня по нему может ездить строительная техника. Рабочим предстоит уложить дорожное полотно и смонтировать освещение»[4], —сказал Марат Хуснуллин.
- 6 октября 2019 года: начато асфальтирование моста.
- 8 октября 2019 года: асфальтирование моста; выполнено около 40%, ускоренное видео.
- 12 октября 2019 года: на мосту велась укладка второго слоя асфальта.
- 12 октября 2019 года: установлены бетонные опоры центрального отбойника. Вёлся монтаж боковых отбойников. Завершён монтаж опор освещения[12].
- 17 октября 2019 года: временные конструкции в месте стыка моста пока не были убраны[13].
- 19 октября 2019 года: проводился монтаж боковых и центрального отбойников; проводился монтаж шумозащитных экранов. Была убрана технологическая конструкция из-под центрального пролёта (над шлюзом). Осуществлялось нанесение дорожной разметки, устанавливаются дорожные знаки.
- 20 октября 2019 года: велись работы по благоустройству окружающей территории, отладке системы освещения.
- 5 ноября 2019 года: производился монтаж «технологической обвязки»: освещения, противошумовых экранов, систему водоотлива и т.д.[14][15].
- 13 ноября 2019 года: было отлажено освещение.
- 29 ноября 2019 года: в 14:05 состоялось открытие моста[16].